# 霍尔姆斯克
霍爾姆斯克（羅馬化：Kholmsk）是俄羅斯聯邦遠東聯邦管區薩哈林州的一個城市。位於庫頁島西南部，是庫頁島上重要的港口城市。在日本統治時期，名為真岡。2010年時人口有30,937人。該市與俄羅斯本土之間有瓦尼諾－霍爾姆斯克鐵路輪渡相通。

## 歷史
霍爾姆斯克在1870年由俄羅斯軍隊建城。在日俄戰爭以後，庫頁島南部被日本佔領，此地被日本命名為真岡町。地名來自於阿伊努語的「mo-ka」（安靜的地方）。
1945年8月20日，蘇聯海軍登陸真岡港執行庫頁島接收任務，遭遇到日本守軍頑強抵抗，雙方至少造成千名士兵與平民死亡。此後，蘇聯紅軍成功接收庫頁島，並改名為霍爾姆斯克。蘇聯解體後，霍爾姆斯克的經濟水準逐漸下滑，並且面臨人口外移的問題。

## 姊妹城市
- 京畿道安山市[8]
- 日本北海道小樽市[9]
- 日本北海道釧路市[10]